# PU Весов
PU Весов (лат. PU Librae) — одиночная переменная звезда в созвездии Весов на расстоянии (вычисленном из значения параллакса) приблизительно 10565 световых лет (около 3239 парсеков) от Солнца. Видимая звёздная величина звезды — от +12,6m до +11,6m.

## Характеристики
PU Весов — пульсирующая медленная неправильная переменная звезда (LB).